# محمد مهدي القزويني
السيد محمد مهدي بن صالح بن أحمد الكشوان الموسوي الكاظمي القزويني (1282 هـ - 1358 هـ). هو رجل دين وفقيه شيعي عراقي استوطن الكويت فترة طويلة، وكان له دور بارز في تاريخ الشيعة في الكويت إذ تولى الزعامة الدينية لشريحة كبيرة من الشيعة الكويتيين،  وكان منهمكاً في الردود والمناقشات المذهبية،  فكانت له العديد من الكتابات في نقد الأديان والطوائف الأخرى، بل وفي نقد بعض المدارس الفكرية الإثني عشرية كالشيخية والأخبارية.

## ولادته ونشأته
كانت ولادته بمدينة الكاظمية سنة 1282 هـ / 1865 م، وبها ابتدأ دراسته الدينية إذ بدأ بتعلم قراءة القرآن الكريم والبعض من العلوم الأولية عند بلوغه السابعة، وفي سن العاشرة شرع في دراسة علوم النحو والمنطق والبيان وبعض فنون الفقه، ثم درس بعدها بعض كتب أصول العقائد على يد كبار الفقهاء، ولمَّا بلغ السابعة عشرة هاجر إلى مدينة سامراء، وكان ذلك في عام 1299 هـ / 1882 م، وبقي هناك مدة يواصل الدرس، وسافر بعدها إلى النجف للتوسع في دراسة العلوم الحوزوية، وقد وتركها بعد فترة عائداً مرة أخرى إلى سامراء كي يتفرغ للتتلمذ عن فقهاء الشيعة المعروفين آنذاك في سامراء، كمحمد حسن الشيرازي، ومحمد تقي الشيرازي، ومحمد طه نجف، ومحمد الهندي وغيرهم، وبقي في سامراء حتى عام 1314 هـ / 1896 م.

## خروجه من العراق ودوره في الكويت
سافر القزويني سنة 1314 هـ / 1896 م إلى إيران ماراً بطهران وقم حتى مشهد التي مكث فيها ست سنوات، وتركها إلى مصر والشام، ومنها إلى مكة لأداء فريضة الحج. وبعد أن أتمَّ حجَّهُ قصد المدينة المنورة، وبعد المدينة قصد كربلاء، ولم يبق فيها كثيراً، وعاد إلى النجف، وفيها اجتمع معه جماعة من علماء الشيعة فيها الذين أشاروا عليه بأن يسافر إلى الكويت، وكان ذلك برجاء من بعض رجال الشيعة ساكني الكويت، وذلك لخلوها يومئذٍ من رجال الدين الشيعة، فأجابهم الطلب وتوجه إلى الكويت في عام 1327 هـ / 1908 م.
وفي الكويت تزعَّم فئة كبيرة من الشيعة، وصار إماماً للجماعة في مسجد المزيدي. وحين اندلعت الحرب العالمية الأولى في عام 1332 هـ / 1914 م، ودخلت الدولة العثمانية غمار الحرب؛ غادر القزويني الكويت قاصداً البصرة كي يحث أهاليها على مواصلة الجهاد ضد القوات البريطانية، لكن بعد احتلال البريطانيين البصرة عاد السيد إلى الكويت.

### السور الجديد

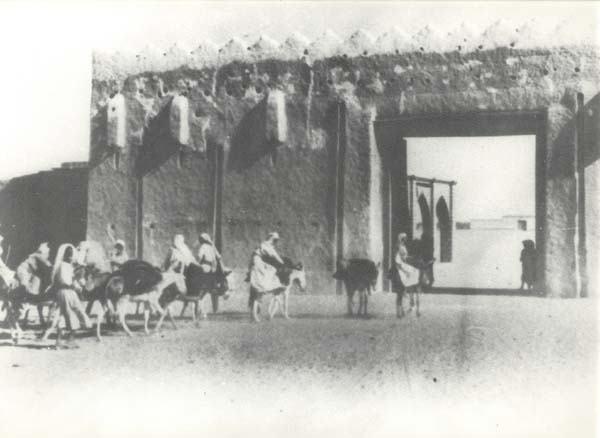
ينسب بعض الكتاب فكرة بناء السور الثالث للقزويني.

وأهم مرحلة من مراحل وجوده في الكويت، تكمن عندما زاره الشيخ سالم المبارك في الحسينية الجديدة (الخزعلية) قبل حرب الجهراء، وعرض عليه ما يجري في الساحة من احداث، فأبلغه السيد بأن ارض الكويت مكشوفة للأعداء ولابد من اقامة سور منيع وحصين يحفظ البلد ويصد الأعداء عن دخولها، وبهذا يكون السيد محمد مهدي القزويني هو صاحب فكرة بناء السور الثالث، وقد اشرف بنفسه على التخطيط لبناء السور، فالتقى الأهالي وشجعهم وشحذ هممهم وبعث فيهم الروح القتالية، وبأن هذا هو وطنهم الذي يجب عليهم ان يدافعوا عنه صونا لعزته وكرامته وحريته.
وبالفعل بوشر بالعمل، وكان ذلك في شهر رمضان 1338ه ـ 1919م وكان يجول بنفسه متفقدا أعمال البناء، ويوجه البنائين بملاحظاته حول العمل.

### في معركة الجهراء
وعندما توجه الشيخ سالم المبارك إلى الجهراء لقيادة الجيش، كان القزويني من بين المكلفين بالبقاء في البلاد والاهتمام بشؤونها اثناء وجوده في ارض المعركة في الجهراء، فقام يحث الناس على مواصلة القتال وحراسة المدينة، حيث كان يقوم بمشاركة الأهالي في اعمالهم كالحراسة عند السور وبعث الروح الوطنية، وإلقاء الخطب الحماسية ضد المعتدين، ولا يخفى ان آل الصباح كانوا يستشيرونه في الكثير من الامور ويآخذون برأيه، خصوصا أيام الحرب وكان الشيخ سالم المبارك عند خروجه إلى الجهراء، قد عهد إلى ابن اخيه الشيخ أحمد الجابر ان يستشير رجال الدين والأعيان والتجار في حال الخطر والضرورة.. ومع اشتداد الحصار في القصر الأحمر استطاع اثنان من الفرسان هما مرزوق المتعب ومرشد الشمري ان يصلا إلى مدينة الكويت ويخبرا الشيخ أحمد الجابر ان الشيخ سالم يطلب النجدة والمؤونة والسلاح، وبوصولهما استدعى الشيخ أحمد أهالي الكويت فهبوا متحمسين للأمر، فبلغ ذلك السيد محمد مهدي القزويني فذهب للقاء الشيخ أحمد الجابر كي يخبره باستعداده لحمل السلاح والخروج إلى الجهراء مع جماعته، فاجابه الشيخ أحمد بانه يفضل ان يكون السيد وجماعته يعملون للمحافظة على مدينة الكويت وحراستها إذا ما هاجمنا العدو على حين غرة.. هذا إلى جانب ان الشيخ أحمد قال له أيضا 'يا سيد.. انك تعلم أن الاخوان يكفروننا ونحن على مذهب أهل السنة، وإذا ما علموا بخروجكم إلى قتالهم وانتم على مذهب الشيعة فسيزيد ذلك من الازمة وتتعقد وتتشدد..'.
فتم الاتفاق بينهما على أن تتولى جماعة السيد حراسة المدينة ويذهب الاخرون للقتال وكانت المجالس الدينية التي يعقدها السيد القزويني لا تخلو من المترددين لاستماع الوعظ والإرشاد الديني، مع ذكر سيرة سيد الشهداء الإمام الحسين  وفاجعة مقتله.. وصادف ان أحد الملتزمين بحضور مجلسه ويدعى الشيخ حسن التبريزي، وكان ملبسه ملبس رجال الدين، والحقيقة انه كان عينا لبريطانيا ينقل ما يقوله السيد ويقوم بنقل اخباره للحكومة البريطانية في البصرة، ويبدو انه نقل لأسياده ان السيد يشوش افكار أهل الكويت ضد بريطانيا، مما حدا الحاكم السياسي في البصرة ان يكتب للمعتمد البريطاني في الكويت يطلب منه توضيح الأمر، فقام المعتمد بسؤال الشيخ سالم المبارك عن ذلك، فرد عليه بتاريخ 12 فبراير 1918 انه يستبعد وقوع مثل هذا، لكن المعتمد طلب من الشيخ سالم ان يجتمع مع السيد القزويني، وفعلا اجتمع المعتمد مع السيد بحضور الشيخ سالم في قصر السيف، وتم إجراء التحقيق، فلم يثبت لديه ما يدينه فاعتذر إليه وأكرمه وكتب للحاكم السياسي في البصرة نافيا تلك التهم.
وكان السيد محمد مهدي القزويني يحتفظ بعلاقة طيبة وحميمة مع الشيخ سالم المبارك والشيخ أحمد الجابر لأنهما عرفا هذا السيد خير المعرفة في السراء والضراء، واكتشفا معدنه الأصيل، وكانا يزورانه بين فترة وأخرى، ولطالما كان الشيخ سالم المبارك يردد هذه المقولة امام السيد بقوله: ان النبي الاكرم (ﷺ ) قال: إذا رأيتم الملوك على ابواب العلماء.. فقولوا: نعم الملوك ونعم العلماء.
إلى جانب ذلك، فإن الشيخ عبد الله الجابر الصباح كان ممن عاصره، وكان يحدث اصحابه في مجالسه الخاصة عن سيرته الحسنة وتاريخه المشرف.

## استقراره في البصرة
بعد أن أقام القزويني في الكويت سبعة عشر عاماً؛ أراد أن يزور المقدسات الشيعية في العراق في عام 1343 هـ / 1925 م، وحين مروره بالبصرة طلب بعض من أهلها منه أن يبقى عندهم، فلبَّى الطلب وسكن البصرة، وأرسل إلى الكويت أخاه جواد القزويني. وبقي في البصرة حتى توفي في الثامن من ذي القعدة 1358 هـ الموافق التاسع عشر من ديسمبر / كانون الأول 1940 م، وكان ولده محمد يقيم في النجف إلا أنه انتقل بعد وفاة والده إلى البصرة ليشغل مكانه في إمامة الجماعة.

## مؤلفاته
كتب القزويني العديد من الكتب والرسائل باللغتين العربية والفارسية، وقد ذكر محسن الأمين في ترجمته للقزويني أربعة وعشرين عنواناً منها، وقال: ”هذه هي الكتب التي طبعت إما التي لم تطبع فيبلغ عددها 45 مجلداً“. كما ذكر آخرون ممن ترجموا للقزويني بعضاً من عناوينها،  ومنها:
| - هدى الغافلين إلى الدين المبين. يُقال له كذلك نصيحة المتعصبين، وقد ذكر الطهراني أن هذا الكتاب: ”في الرد على ابن حزم في هجماته القشرية على الشيعة“. - ضربة الحق السديد على زخرف يقظة البليد في مسألة وجوب التقليد. - رشد المنصفين إلى الحق المبين. كتاب في الرد على أهل السنة. - برهان الدين الوثيق في نقض عمدة التحقيق. رد على كتاب عمدة التحقيق الذي ألفه بعض أهل السنة كما حكى الطهراني في الذريعة. - حلية النجيب. يناقش فيه مسألة التقليد، ويذهب فيه إلى عدم جواز تقليد الميت. - حي على الحق. كتاب في الرد على المسيح في الإسلام لأحد المؤلفين المسيحيين. - إلقام الحجر لمن تجبر وجحد الحق وتكبر. فارسي في الرد على الشيخية، ومُعرّبه عنوانه مخازي الشيخية. ويحكى الطهراني أن الاسم الأصلي للكتاب هو هدى المنصفين، لكنَّ شيخ الشريعة الأصفهاني هو من أطلق عليه هذا العنوان. - دعوة الحق للوفاق على الحق. رد على كتاب داعي الرشاد لإبراهيم الرفاعي الشافعي. - غرر الجمان المنتقى في تنميق العروة الوثقى. حاشية فتوائية على موسوعة العروة الوثقى لمحمد كاظم الطباطبائي اليزدي. - غفلة الوهابية عن الحقايق الدينية. - قامعة المبدعين. رد على كتاب الحجج القطعية لعبد الله السويدي. - غش الركنية وغفلة البرية. - غلبة البرهان على غارة البهتان. | - فاضحة الغاوين عن شريعة خاتم النبيين. - القاضي العدل. في الرد على الأخبارية. - الغرر الحسينية والدرر الدينية. - خصائص الشيعة التي جاءت بها الشريعة. - بوار الغالين. في الرد على الشيخية. - مخازي الشيخية. تعريب لكتابه إلقام الحجر. - دولة الشجرة الملعونة. رد على النصولي، ويُقال لهذا الكتاب كذلك دور ظلم بني أمية على العلوية. - ضربات المحدثين على الحق المبين. في الرد على الأخبارية. - ذكرى الجمهور بالفوز يوم النشور. قال عنه الطهراني: ”هو أخلاق عملي وفيه دفع بعض الشكوك والشبهات المذهبية والدينية بالبراهين اليقينية“. - كشف الحق لغفلة الخلق. - ثاقب شهاب البرهان في رجم متبعي القاديان. فارسي في الرد على الأحمدية. - تنقاد البينات المرضية للرحلة الموهونة الحجازية. - صحيفة المجتهدين والمحدثين. - منهاج الشريعة في الرد على ابن تيمية. - زينة العباد في متابعة الرشاد. في أصول العقائد الدينية. |